# 奈西利定
奈西利定是一种含氮有机化合物，化学式C19H29NO2，结构上与曲马多和哌替啶类似，可作为類阿片镇痛药，1975年首次合成，从未上市销售。